# Palais de la Culture d'Arad

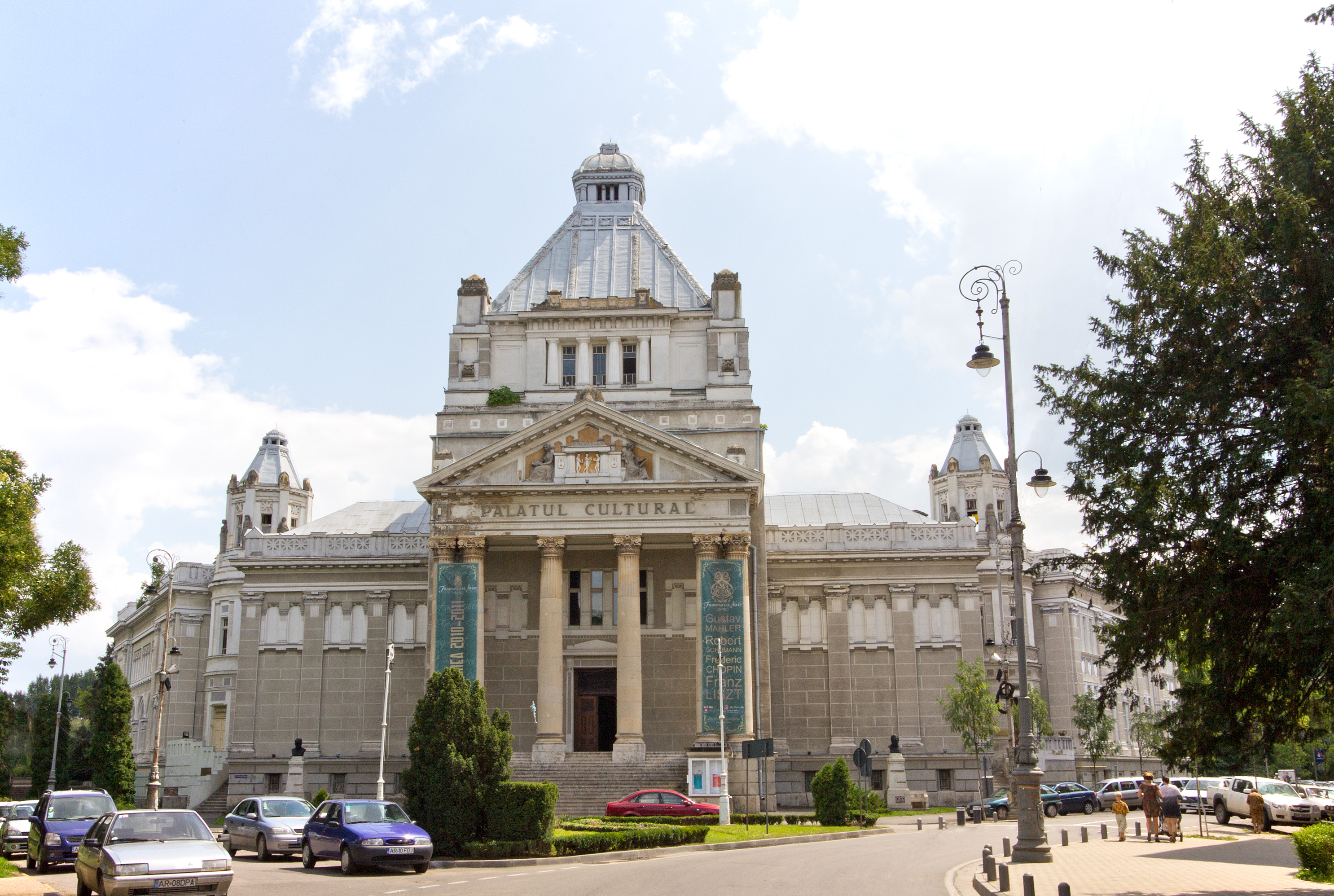
Palais de la Culture, 2011

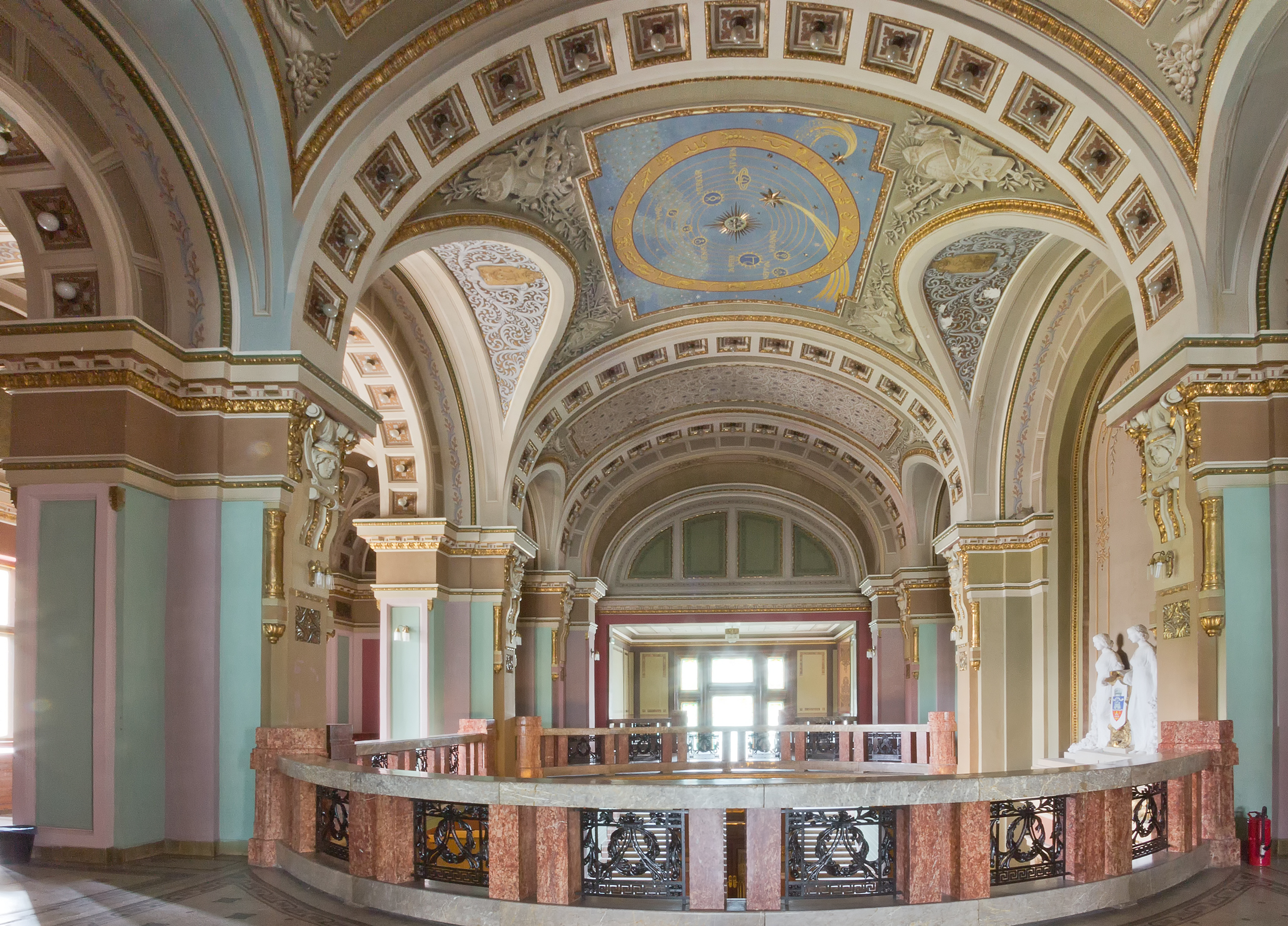
Foyer philharmonique, premier étage

Le Palais de la Culture ou Palais Culturel d'Arad (en roumain : Palatul Cultural) est un bâtiment situé à Arad, en Roumanie, achevé entre 1911 et 1913. Il a été construit à l'initiative de la Kölcsey Kulturgesellschaft selon les plans de l'architecte d'Arad Lajos Szantay et abrite des parties du complexe muséal d'Arad et de l'orchestre philharmonique.

## Description
D'un point de vue architectural, le bâtiment est un mélange de plusieurs styles. Alors que la façade est de style éclectique, les ailes latérales sont de style Renaissance et les arcades de style classique. La façade côté parc reflète des éléments de style gothique et rappelle le château de Hunyadi. Les bas-reliefs de l'édifice sont l'œuvre du sculpteur Géza Rubletzky.
Entre 1978 et 1980, les frères Milataller restaurent la décoration intérieure et dorent la fresque. La décoration de la salle principale est de style Sécession, mais les vitraux sont Art Nouveau. La peinture du dôme représente le système solaire et la comète de Halley.

## Histoire
La construction du bâtiment a été suggérée dès 1901 à l'initiative de la Kölcsey Kulturgesellschaft, dans le but d'accueillir la bibliothèque municipale, le musée et la salle philharmonique dans un seul bâtiment. Au total, 27 architectes de toute l'Europe, dont Paris, Berlin et Budapest, ont postulé à l'appel d'offres. L'architecte Lajos Szantay d'Arad a remporté le contrat. Pour des raisons financières, la construction du bâtiment n'a commencé qu'en 1911, à l'automne 1912 le musée a emménagé et le bâtiment a été achevé en 1913. L'inauguration a eu lieu le 25 octobre 1913 .
Au fil du temps, des personnalités importantes telles que Richard Strauss, Béla Bartók et George Enescu ont fait des apparitions dans le Palais. En 1931, à l'occasion de son cinquantième anniversaire, George Enescu a reçu la citoyenneté d'honneur de la ville d'Arad dans la salle de concert du Palais de la Culture .
Le Palais de la Culture comprend 300 salles qui abritent aujourd'hui la Philharmonie d'État et le complexe muséal .

## Littérature
- Gheorghe Lanevschi, Ujj Lajos : Arad-Patrimoniul construit culturel / Arad-Le patrimoine. Verlag Brumar, Timișoara 2008, (roumain et anglais)

## Liens web
- welcometoromania.ro, Palatul Cultural
- prinromania.eu, Arad, Palatul Cultural
- tourist-informator.info, Palatul Cultural